# 陳廷寵
陳廷寵（1931年9月4日—），江蘇鹽城人，陸軍軍官學校第24期步兵科畢業，中華民國陸軍二級上將。曾任陸軍第六軍團中將司令、陸軍總司令、總統府參軍長及戰略顧問等職務。

## 生平

### 軍旅生涯
1949年，陳廷寵從省立鹽城中學畢業後，隨孫立人中華民國陸軍軍官學校第四軍官訓練班入伍生教導總隊到台灣，年底獲選為台灣軍士教導總隊第2團，並任教育班長。1950年，他考取了陸軍軍官學校第24期。1962年，考入實踐研究院科學軍官儲備班；1966年，赴西德陸軍參謀大學留學。1976年，陳從三軍大學戰爭學院畢業後，擔任陸軍第六軍團司令部第三處處長。1978年1月，他晉升少將，同年7月轉調陸軍步兵第一九三師師長。1980年10月，陳廷寵奉令調任國防部總政治作戰部第三處處長。1983年調升陸軍第三十二軍軍長；1984年他晉升中將，次年調任陸軍第十軍團司令部副司令。1987年陳再調任陸軍總司令部參謀長。1988年奉令調任陸軍第六軍團司令。
1990年5月，陳廷寵調任陸軍副總司令，該年12月調任國防部總政治作戰部副主任兼執行官。1991年6月，晉升陸軍二級上將，調升陸軍總司令。
1993年7月，陳廷寵出任第20任中華民國總統府參軍長，參軍長任內獲一等雲麾勳章參軍長。1996年3月，因總統府組織法修改，總統府參軍長及軍職人員之第二局遭裁撤，陳轉任中華民國總統府戰略顧問，同年10月他因反對台灣獨立和不認同時任總統李登輝而退役。

### 退役生活
退役後，陳廷寵於中國大陸創辦華東臺商子女學校。2010年參與創立中山黃埔兩岸情論壇，此後不時組織中華民國國軍退役將領參訪中國大陸，參與黃埔軍校同學會的活動。2015年，他在中華民族抗日戰爭紀念協會成立大會上獲選為理事長，並多次赴陸訪問，參與軍事相關論壇、研究及聯誼而受到台灣政壇檢討。陳廷寵曾表達不支持中華民國政府限制退伍軍人赴陸交流。

## 爭議
陳廷寵在陸軍總司令任內，曾以陸軍直升機載送休假期間出車禍的兒子就醫而受外界批評。
2016年11月11日，陳與夏瀛洲、王文燮、吳斯懷等台灣退役將領至中國大陸北京，參與第六屆中山黃埔兩岸情論壇，並出席由中國共產黨中央委員會總書記習近平主持的「紀念孫中山先生誕辰150周年大會」，起立聽中華人民共和國國歌與聆聽習近平致詞，在台灣引發極大爭議。
2020年9月29日，在「陸軍官校在台復校70週年慶祝大會」上，陳廷寵公開表示「我是中国人，是榮耀的象徵，悲哀的是中華民族仍有不少敗類，不顧祖宗的榮耀，要做美日的走狗」，並稱若台灣海峽兩岸開戰，台灣國軍的戰力是零，擋不住中國人民解放軍。此番言論遭到基進黨籍時任立法委員陳柏惟批判：“我如果在現場，絕對會把台灣小粉紅壓制在地上並請國安局調查，陸軍官校跟退輔會可以允許這種言論嗎？”

## 軼事
1988年10月10日，雙十國慶閱兵大典時，陳廷寵擔任代號「光武演習」閱兵指揮官，在耍軍刀的時候犯了大忌，居然當著時任總統兼總閱兵官李登輝的面，直接把軍帽給耍了下來。但李登輝卻安慰說：“沒有關係，因為他是中將，帽子掉了，換一個上將的帽子下去。”